# Parlamentsvalet på Grönland 2018
Parlamentsvalet på Grönland 2018 skedde enligt plan den 24 april. Sju partier deltog och valet gällde tillsättningen av de 31 platserna i det grönländska parlamentet. Resultatet blev att socialdemokratiska Siumut fick 27,2 procent av rösterna, eller nio mandat, och behöll därmed sin ställning som största parti. Detta trots en minskning på 7,2 procent sedan förra valet. Näst största parti blev vänsterinriktade Inuit Ataqatigiit, som också backade stort till 25,5 procent, eller åtta mandat.. På tredje plats kom socialliberala Kalaallit Nunaani Demokraatit med 20 procent. 

## Resultat
| Parti                        | Parti                        | Antal röster | %     | Mandat | +/-  |
| ---------------------------- | ---------------------------- | ------------ | ----- | ------ | ---- |
|                              | Siumut                       | 7 959        | 27,2  | 9      | -2   |
|                              | Inuit Ataqatigiit            | 7 478        | 25,5  | 8      | -3   |
|                              | Demokraatit                  | 5 712        | 19,5  | 6      | +2   |
|                              | Partii Naleraq               | 3 931        | 13,4  | 4      | +1   |
|                              | Atassut                      | 1 730        | 5,9   | 2      | 0    |
|                              | Suleqatigiissitsisut         | 1 193        | 4,1   | 1      | Nytt |
|                              | Nunatta Qitornai             | 1 002        | 3,4   | 1      | Nytt |
|                              | Blanka/ogiltiga              | 291          | –     | –      | –    |
|                              | Totalt                       | 29 296       | 100   | 31     | 0    |
| Antal röstande/valdeltagande | Antal röstande/valdeltagande | 40 769       | 71,86 | –      | –    |
| Källa: Qinersineq.gl         |                              |              |       |        |      |